# Zeche Gladbeck
Die Zeche Gladbeck war ein Steinkohlenbergwerk in Gladbeck und Bottrop. Die Zeche war ursprünglich auch unter dem Namen Zeche Thyssen bekannt.

## Bergwerksgeschichte
Im Jahr 1870 wurde eine Gewerkschaft für Mutungsbohrungen gegründet. In den Jahren 1871 bis 1875 wurden 13 Mutungsbohrungen erstellt. Im Jahr 1873 wurden die Geviertfelder Mathias, Maria und Katharina, welches anfangs erst Straßburg I genannt wurde, verliehen. Weitere Verleihungen waren die Geviertfelder Emilie, Elise, Hermann, Gretchen, Anna, Trautchen und Rieckchen. Die Geviertfelder Anna, Gretchen und Rieckchen wurden kurz danach an die Zeche Graf Moltke verkauft. Im Jahr 1874 wurden die Geviertfelder Wilhelm und Helene verliehen und im darauffolgenden Jahr wurde das Geviertfeld Louise verliehen. Im Jahr 1876 konsolidierten die zehn Geviertfelder zur Zeche Gladbeck. Die Berechtsame umfasste eine Fläche von 21,9 km2. Im selben Jahr wurde ein Feldertausch mit der Zeche Graf Moltke durchgeführt. Im Jahr 1888 wurde ein Teil des Grubenfeldes abgetrennt, diese Abtrennung betraf hauptsächlich das Geviertfeld Louise. Die Berechtsame umfasste nach der Abtrennung dieses Teilfeldes eine Fläche von 19,7 km2. Im Jahr 1895 wurde mit dem Abteufen des Schachtes 1 begonnen, es handelt sich hierbei um den Schacht Thyssen in Gladbeck. Im Jahr 1896 wurde damit begonnen, neben dem Schacht 1 den Schacht 2 abzuteufen. Im Jahr 1897 konsolidierte die Zeche Gladbeck mit weiteren Grubenfeldern zur Zeche Vereinigte Gladbeck.